# Groupe de NGC 5077
Le groupe de NGC 5077 est un trio de galaxies situé dans la constellation de la Vierge. La distance moyenne entre ce groupe et la Voie lactée est d'environ 43,7 Mpc (∼143 millions d'al). 

## Membres
Le tableau ci-dessous liste les trois galaxies du groupe indiquées dans l'article de A.M. Garcia paru en 1993.
| Nom      | Class.        | Type           | α (J2000.0)   | δ (J2000.0)  | Vitesse radiale (km/s) | m    | Distance (Mpc) | Diamètre (kal) |
| -------- | ------------- | -------------- | ------------- | ------------ | ---------------------- | ---- | -------------- | -------------- |
| NGC 5077 | E3-4          | Elliptique     | 13h 19m 31.7s | -12° 39′ 25″ | 2806 ± 21              | 11,4 | 46,0 ± 3,3     | 82             |
| NGC 5079 | SB(rs)bc pec? | Spirale barrée | 13h 19m 28.0s | -12° 41′ 56″ | 2242 ± 8               | 11,4 | 37,7 ± 2,7     | 47             |
| NGC 5105 | SB(rs)c       | Spirale barrée | 13h 21m 49.1s | -13° 12′ 24″ | 2903 ± 1               | 11,8 | 47,4 ± 3,3     | 77             |

- Note : la galaxie NGC 5079 est à environ 9 Mpc plus près de la Voie lactée que les deux autres galaxies. Aussi, il semble douteux que ces trois galaxies forment un réel trio.

Le site DeepskyLog permet de trouver aisément les constellations des galaxies mentionnées dans ce tableau ou si elles ne s'y trouvent pas, l'outil du site constellation permet de le faire à l'aide des coordonnées de la galaxie. Sauf indication contraire, les données proviennent du site NASA/IPAC. 